# Такахаси, Кадзуэ
Кадзуэ Такахаси (яп. 高橋 和枝 Такахаси Кадзуэ, 20 марта 1929 года — 23 марта 1999 года, префектура Тотиги) — японская сэйю. Имя при рождении — Кадзуэ Оидзуми (яп. 大泉 和枝 Оидзуми Кадзуэ). Дебютировала в 1949 году, наиболее известна озвучиванием мультфильмов Tetsujin 28-go, Sazae-san. В 2010 году на церемонии «Seiyu Awards» ей посмертно был присуждён специальный приз за заслуги.

## Роли в аниме
1963 год
- Tetsujin 28-go (Сётаро Канэда)

1967 год
- Ogon Bat (Такэру Ямато);

1969 год
- Лучшая подача [ТВ] (Юрико Мацуяма);

1970 год
- Без семьи (Пепе);
- Mahou no Mako-chan (Опапа);
- Sazae-san (Кацуо Исоно (1970—1998))

1972 год
- Кот в сапогах на Диком Западе (Джейн);

1975 год
- Arabian Nights: Sindbad no Bouken (1975) (Хасан);
- Koutetsu Jeeg (Маюми Сиба / Королева Химика);

1980 год
- Жар-птица 2772: Космозона Любви (Пинчо);

1982 год
- Виолончелист Госю (Малыш-тануки);
- Пчелка Майя [ТВ-2] (Текрам);

1988 год
- F (Саюри);

1990 год
- Счастливое семейство Муми-троллей (Джейн);